# Porto Seco Agesa
O Porto Seco Fronteira/Corumbá - Agesa, mais conhecido por Porto Seco Agesa, é um porto seco que situa-se na cidade de Corumbá, no estado de Mato Grosso do Sul. O porto se localiza na região de mesmo nome situado no Anel Viário de Corumbá (BR-262), a 2,5 km da fronteira com a Bolívia e a 6 km do centro de Corumbá.
O porto seco é administrado pela Agesa e possui escritorio da Receita Federal do Brasil, do Ministério da Agricultura, da Anvisa, do IAGRO e atualmente com a integração da Aduana Nacional da Bolivia, o Posto Esdras, é administrado pela RFB situado mais próximo da fronteira (50 metros antes).

## Nome
O nome Agesa é uma abreviação de Armazéns Gerais SA, que originalmente são empresas mercantis cujo objeto é a guarda e a conservação de mercadorias pertencentes a terceiros que, não desejando vendê-las imediatamente, deixam-nas estocadas, emitindo recibo de depósito.

## Logística

### Transporte Aéreo
Agesa fica próximo de dois aeroportos internacionais importantes. Um é o da própria cidade de Corumbá (CMG/SBCR), situado a 3 km de distância, e o outro é o Aeroporto Internacional de Puerto Suárez (PSZ/SLPS) situado a 16 km de distância.

### Transporte fluvial
A Agesa se situa a 7 km do Porto de Corumbá e a 11 km do Porto de Ladário, ambos de administração pública. Ambos se situam na margem direita do rio Paraguai, nas cidades de mesmo nome, distantes 6 km entre si, situadas na região do Pantanal, em Mato Grosso do Sul. Tem como área de influência o noroeste de Mato Grosso do Sul, a parte sul de Mato Grosso e o sudeste da Bolívia.
Corumbá possui um cais de 200m e um armazém para carga geral de 1.400m2, para 1.100t, além de um pátio descoberto, com 4.000m2. O porto está operando somente como apoio ao turismo da região. Ladário conta com dois berços distintos, instalados em um trecho de 250m, sendo um para sacaria e outro para granéis sólidos. Dispõe de um armazém com 1.500m2 e capacidade estática de 1.000t. Possui, também, um pátio externo, descoberto, com 20.000m2.

### Transporte terrestre

#### Rodovias
O porto seco liga-se por outras regiões por via rodoviária, através da BR-262, que percorre a fronteira oeste do Brasil a partir do Pantanal. Liga-se através desta a outras regiões do estado, além da BR-163 (Dourados e Campo Grande), além da BR-267 e da BR-060, importantes alternativas de ligação com o centro e o norte do Brasil.

#### Ferrovias
Corumbá é servida pela antiga Ferrovia Noroeste do Brasil S/A-malha Oeste, que pertencia a Superintendência Regional Bauru (SR 10), da RFFSA. Atualmente está sob o comando da ALL (América Latina Logística, administrada desde 2015 pela empresa Rumo Logística). Este terminal alavanca as exportações brasileiras, com cargas que passam por ele e seguem para Bolívia e Chile.

## Movimentação e quadro de funcionários
A equipe lotada no Porto Seco é composta por 5 Auditores Fiscais  e 3 Analista Fiscal, que trabalham no desembaraço aduaneiro das mercadorias importadas/ exportadas, nos modais rodoviário e ferroviário.
A média diária  de veículos rodoviários que  passam pelo Porto Seco é de 200 caminhões enquanto que a ferroviária é de 60 vagões. A média mensal quantitativa dos despachos de exportação, incluindo Declarações de Exportação e Declaração Simplificada de Exportação é de 3.001  despachos, e na Importação é de 316 despachos. No primeiro semestre de 2013 o volume de exportações atingiu as cifras de R$ 1.664.992.258,03, enquanto as importações atingiram as cifras de R$ 57.640.192,66.